# Lake Ginninderra
Lake Ginninderra ist ein See in der australischen Hauptstadt Canberra. Er wurde 1974 geschaffen, um in einem Einzugsgebiet von 98 km² überschüssige Regenmengen bei Gewittern aufzufangen und den Molonglo River vor Überflutung zu bewahren. Rund um den See befinden sich zahlreiche Stadtteile der Stadtbezirke Belconnen und Gungahlin. Der See ist Lebensraum zahlreicher Wasservögel wie Schwarzschwäne, Teichrallen und Enten.
Der 1,05 km² große und bis zu 3,5 m tiefe See entstand durch den Bau des Damms der Straße Ginninderra Drive, der quer über den Bach Ginninderra Creek führt. Im Jahr 2004 wurde der Damm um 1 m angehoben, um für eine Überschwemmung gewappnet zu sein, die theoretisch einmal in 1 Mio. Jahren auftreten kann. Der Sinn dieser Baumaßnahme ist umstritten, denn der Ginninderra Drive liegt fast 8 m über dem Seespiegel und selbst während der heftigsten Gewitter seit der Entstehung des Sees ist dieser nie um mehr als 30 cm angestiegen.